# Stasimopus robertsi
Espèce
Synonymes
- Stasimopus dubius Hewitt, 1913

Stasimopus robertsi est une espèce d'araignées mygalomorphes de la famille des Stasimopidae.

## Distribution
Cette espèce vit en Afrique du Sud (provinces du Gauteng et du Nord-Ouest), et au Zimbabwe.

## Description
Le mâle holotype mesure 17,5 mm.

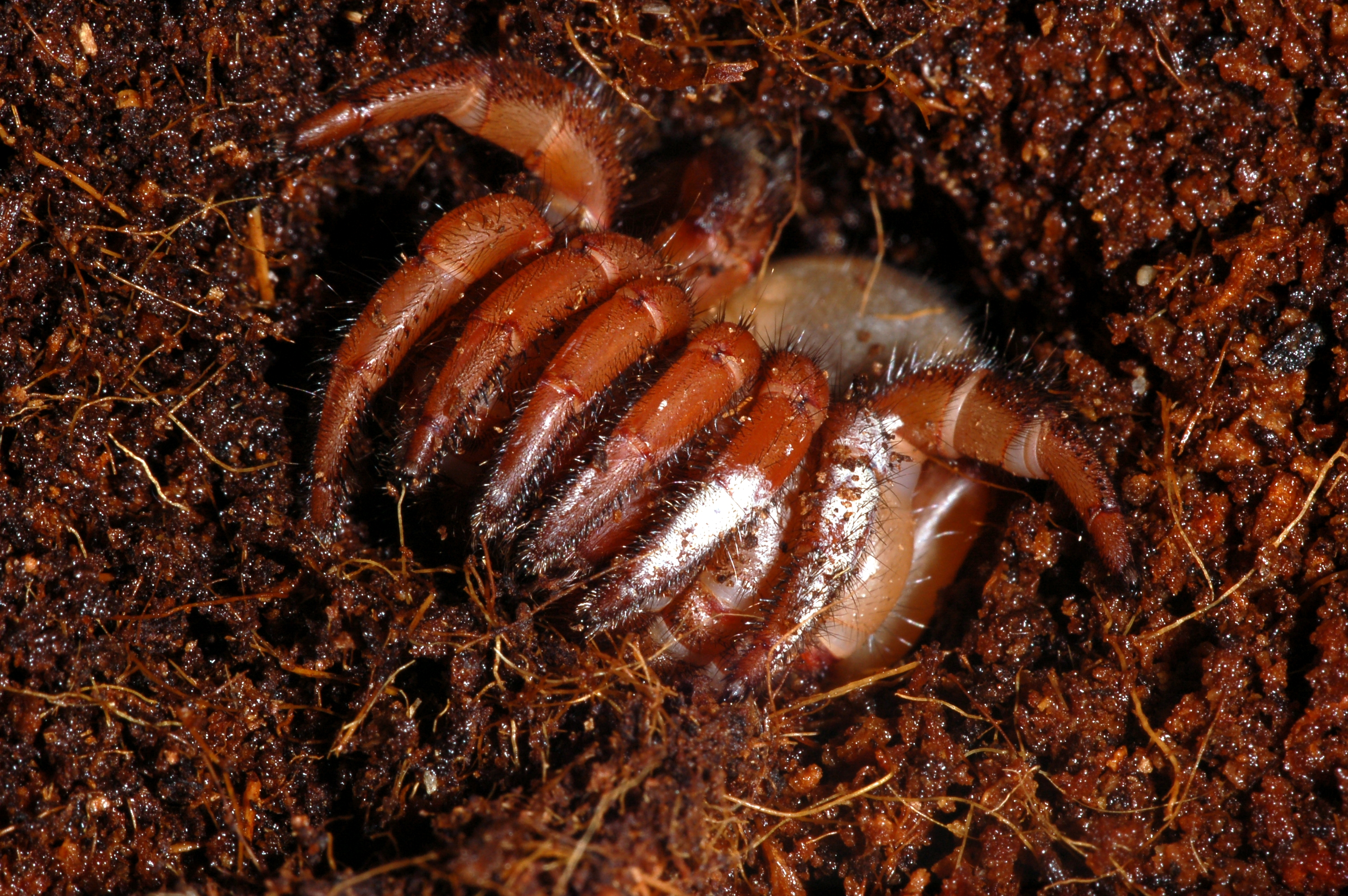
Stasimopus robertsi

La carapace des mâles mesure de 6,0 à 6,94 mm de long sur de 5,23 à 5,81 mm.

## Systématique et taxinomie
Stasimopus dubius a été placée en synonymie par Hewitt en 1916.

## Étymologie
Cette espèce est nommée en l'honneur de Noel Roberts.

## Publication originale
- Hewitt, 1910 : Description of two trapdoor spiders from Pretoria (female of Acanthodon pretoriae Poc. and Stasimopus robertsi, n. sp.). Annals of the Transvaal Museum, vol. 2, p. 74-76 (texte intégral).